# 木奇镇
木奇镇，是中华人民共和国辽宁省抚顺市新宾满族自治县下辖的一个乡镇级行政单位。

## 行政区划
木奇镇下辖以下地区：
大洛村、下营子村、赵家村、下湾子村、东韩家村、木奇村、东站村、北沟村、水手村、穆家村、小洛村和房身村。